# Oxwall
Oxwall is gratis opensourcesoftware voor het maken van een virtuele gemeenschap bedacht door Skalfa LLC en is geschreven in PHP. De standaardkern van het programma bevat elementaire socialenetwerkfuncties die het uploaden en downloaden van inhoud, het maken van een vriendennetwerk, en een profiel- en paginaindeling mogelijk maken. 
De kern is uit te breiden door plug-ins te downloaden en installeren. Deze plug-ins zijn te downloaden vanaf de Oxwall Store. Er zijn hier zowel gratis en betaalde plug-ins te vinden.
Oxwall vereist een webserver met PHP 5.3 of hoger die MySQL 5 (of hoger) en Apache 2 (of hoger) ondersteunt. Sinds 31 mei 2010 is Oxwall ook te vinden in de Softaculous-collectie.